# Tampacán (kommun)
Tampacán är en kommun i Mexiko.   Den ligger i delstaten San Luis Potosí, i den sydöstra delen av landet, 220 km norr om huvudstaden Mexico City.
Följande samhällen finns i Tampacán:
- Tampacán
- Chiconamel
- Xochicuatla
- La Soledad
- Chililillo
- Tenextitla Dos
- Totomoxtla
- Macuilocatl
- Lagunillas
- El Refugio
- Xochiayo
- Nuevo Jalpilla
- Barrio de Coyolo
- Lázaro Cárdenas
- Palolco
- Puyécatl
- Chimimexco
- Chupadero
- Tepetzintla
- Barrio Viboritas
- Palantitla
- Totomoxtla Uno
- Santomila
- Barrio Arriba